# Annie (musical)
 For alternative betydninger, se Annie. (Se også artikler, som begynder med Annie)
Annie er en amerikansk musical af Charles Strousse.
Musicalen er blevet filmatiseret 2 gange: Første gang i 1982 med Aileen Quinn i rollen som Annie og anden gang i 1999 med Alicia Morton.
| Kunst og kultur | Spire Denne artikel om scenekunst og teater er en spire som bør udbygges. Du er velkommen til at hjælpe Wikipedia ved at udvide den. |